# Ashcroft, British Columbia
Ashcroft är en ort i Kanada.   Den ligger i Thompson-Nicola Regional District och provinsen British Columbia, i den södra delen av landet, 3 400 km väster om huvudstaden Ottawa. Ashcroft ligger 307 meter över havet och antalet invånare är 1 796.

## Galleri

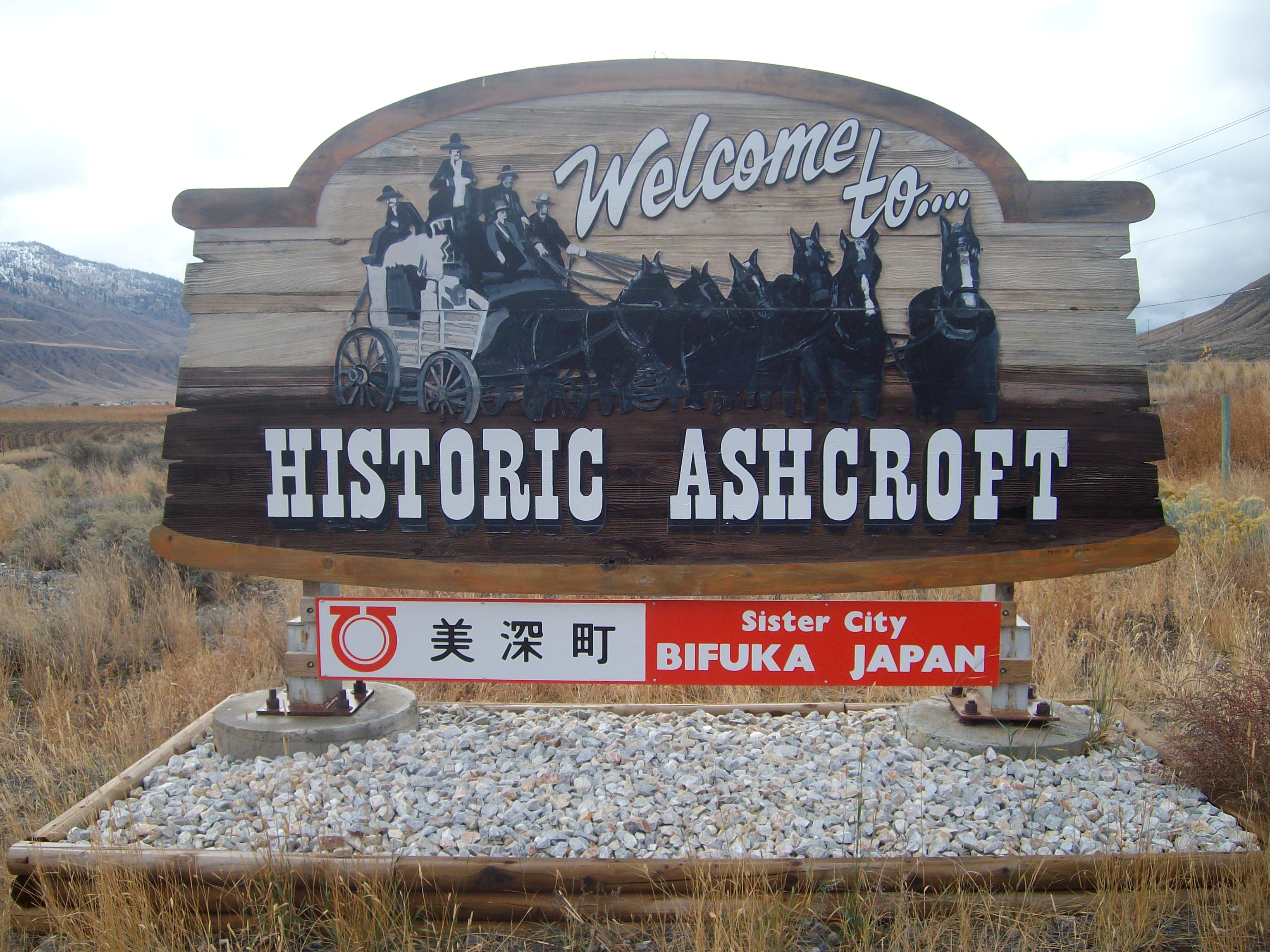
Välkomstskylt
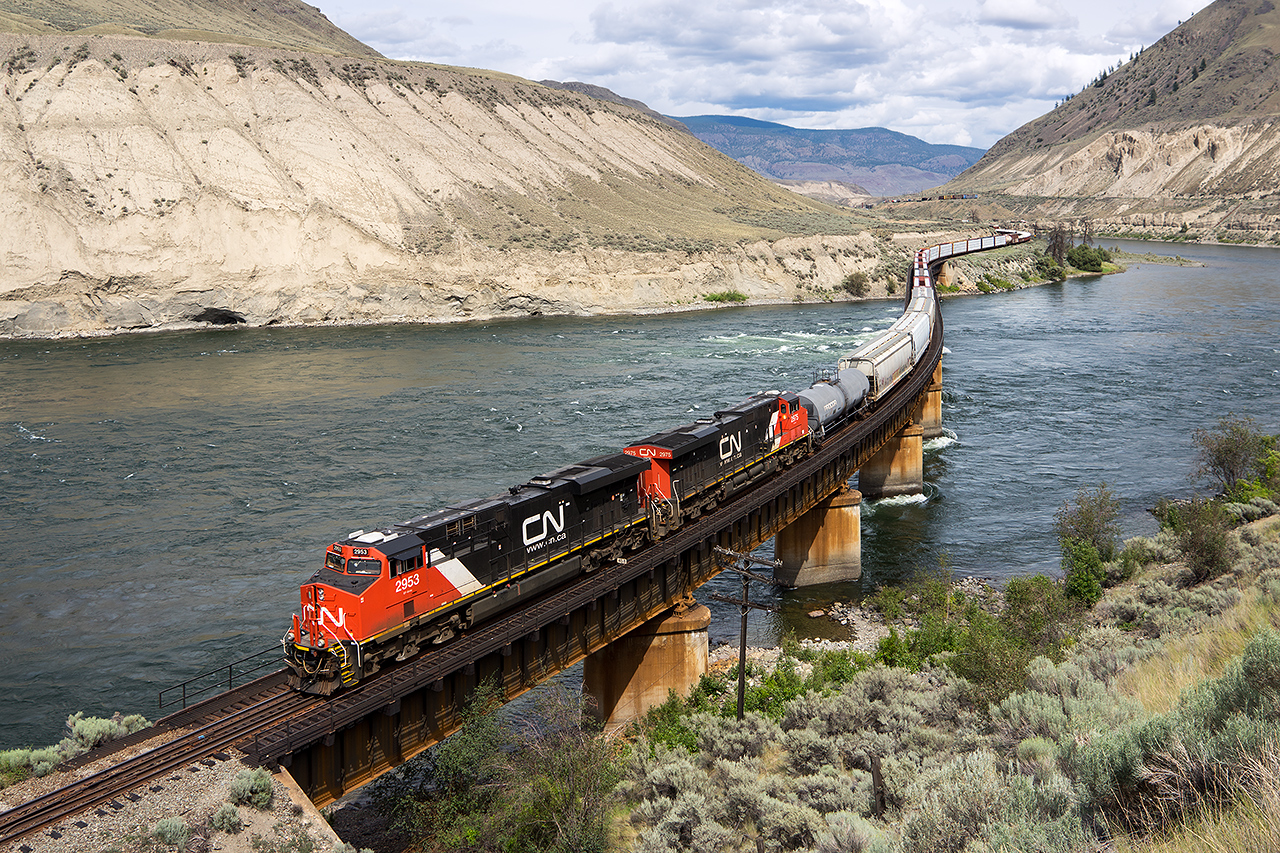
Diesellokomotiv ES44AC på bron över Thompson River